# Propriedades físico-químicas da água
A água (H2O, HOH) é a molécula mais abundante na superfície da Terra, cobrindo, somente em sua forma líquida, cerca de 71% desta, além de estar presente em abundância na atmosfera terrestre, como vapor, e nos polos, como gelo. Está em equilíbrio dinâmico entre os estados líquido e gasoso nas condições ambientes de temperatura e pressão (21-23 °C, 1 atm). À temperatura ambiente, é um líquido fracamente azul, praticamente incolor, insípido e inodoro.
Muitas substâncias se dissolvem na água e ela é comumente chamada "solvente universal". Por isso, a água na natureza e em uso raramente é pura, e pode apresentar propriedades diferentes daquelas encontradas no laboratório. Entretanto, há muitos compostos que são essencialmente, se não completamente, insolúveis em água. A água é a única substância comum encontrada em todos os três estados comuns da matéria. A água compõe cerca de 75% do corpo humano.

## História
As propriedades da água foram historicamente usadas para definir várias escalas de temperatura. Notavelmente, as escalas Kelvin, Celsius e Fahrenheit foram, e ainda são, definidas pelos pontos de fusão e ebulição da água. As escalas menos comuns de Delisle, de Newton, de Réaumur e de Rømer foram definidas de maneira semelhante. O ponto triplo da água é ponto padrão usado mais comumente nos dias atuais.
A primeira decomposição científica de água em hidrogênio e oxigênio, por eletrólise, foi feita no ano 1800 pelo químico inglês William Nicholson. Em 1805, Joseph Louis Gay-Lussac e Alexander von Humboldt mostraram que a água é composta de duas partes de hidrogênio e uma de oxigênio (em volume).
Gilbert Newton Lewis isolou a primeira amostra de água pesada em 1933.
Poliágua foi uma forma polimerizada hipotética de água que foi alvo de controvérsia científica durante o fim da década de 1960. O consenso atual é o de que tal polímero não existe.

## Nomenclatura sistemática
A nomenclatura IUPAC aceita para a água é simplesmente "água", mas há dois outros nomes que podem ser usados para descrever a molécula.
O primeiro e mais sistemático é óxido de hidrogênio. Esse nome é análogo ao de compostos correlatos, como o peróxido de hidrogênio (água oxigenada), o sulfeto de hidrogênio e o óxido de deutério (água pesada). Um outro nome sistemático, oxidano, é aceito pela IUPAC como um nome pai para a nomenclatura sistemática de grupos substituintes baseados em oxigênio, apesar de mesmo estes comumente terem outros nomes recomendados. Por exemplo, o nome hidroxila é recomentado no lugar de oxidanila para o grupo −OH. O nome Oxano é explicitamente mencionado pela IUPAC como incompatível com esse propósito, pois já é o nome de um éter cíclico também conhecido como tetra-hidropirano no sistema de Hantzsch-Widman; dentre os compostos semelhantes, existem o dioxano e o trioxano.

### Nomenclatura sistemática e humor
Monóxido de diidrogênio (às vezes Monóxido de di-hidrogênio), ou DHMO é um nome sistemático um tanto pedante para a água. O termo foi usado em paródias de pesquisas químicas que clamavam pela abolição dessa "substância química letal". Na verdade, um nome sistemático mais realista seria simplesmente óxido de hidrogênio, já que os prefixos "mono-" e "di-" são supérfluos. O sulfeto de hidrogênio, H2S, nunca é chamado de "monossulfeto de diidrogênio", e o peróxido de hidrogênio, H2O2, nunca é chamado de "dióxido de diidrogênio".
Algumas fichas de dados de segurança de material a respeito da água, exagerando, dizem: "Cuidado! Pode causar afogamento!"
Um outro nome sistemático para a água é ácido hidróxico, ou ácido hidroxílico. De maneira semelhante, o nome para a água como base é hidróxido de hidrogênio — os dois nomes existem para a água porque ela pode reagir tanto como ácido quanto como base, dependendo da força do ácido ou da base com que reage (veja anfoterismo). Nenhum desses nomes é usado com frequência fora desses contextos humorísticos.

## Formas da água
A água pode assumir várias formas. O estado sólido da água é comumente conhecido como gelo (mas também existem muitas outras formas; veja sólido amorfo e gelo amorfo); o estado gasoso é conhecido como vapor d'água, e a fase líquida comum é geralmente chamada simplesmente de água. Acima de certa temperatura e pressão crítica (647 K e 22,064 MPa), as moléculas de água assumem uma condição supercrítica, em que aglomerados líquidos flutuam numa fase de vapor.
A água pesada é a água cujo hidrogênio é substituído pelo seu isótopo mais pesado, o deutério. A água pesada é quimicamente quase igual à água normal. É usada na indústria nuclear para desaceleração de nêutrons.

## Física e química da água
A água é a substância química de fórmula H2O: uma molécula de água tem dois átomos de hidrogênio ligados covalentemente a um átomo de oxigênio. A água é um líquido insípido e inodoro nas condições ambientes de temperatura e pressão, e parece incolor em pequenas quantidades, apesar de ter um matiz azul muito leve. O gelo também parece ser incolor, e o vapor d'água é essencialmente invisível. A água é primariamente um líquido em condições ambientes, o que não se prevê da sua relação com outros hidretos análogos da família do oxigênio da tabela periódica, que são gases como o sulfeto de hidrogênio. Além disso, todos os elementos ao redor do oxigênio na tabela — nitrogênio, flúor, fósforo, enxofre e cloro — se combinam com o hidrogênio para formar gases. A razão pela qual o hidreto de oxigênio (água) forma um líquido é o fato de ele ser mais eletronegativo que todos esses elementos (exceto pelo flúor). O oxigênio atrai elétrons muito mais fortemente que o hidrogênio, levando a uma carga resultante positiva nos átomos de hidrogênio, e uma carga resultante negativa no átomo de oxigênio. A presença de carga nesses átomos dá à água um momento de dipolo. A atração elétrica devida a esse dipolo aproxima as moléculas de água, tornando mais difícil separá-las e, por consequência, elevando o ponto de ebulição. Essa atração é conhecida como ligação de hidrogênio. A água pode ser vista como um líquido polar que se dissocia minimamente num íon hidrônio (H3O+(aq)) e um íon hidroxila (OH−(aq)) associado. A água está em equilíbrio dinâmico entre os estados líquido, sólido e gasoso nas condições ambientes de temperatura e pressão, e é a única substância pura encontrada naturalmente na Terra com essa característica.

### Água, gelo e vapor

#### Capacidade térmica e temperaturas de vaporização e fusão
A água tem o segundo maior calor específico dentre os compostos químicos conhecidos, depois da amônia, assim como uma alta entalpia de vaporização (40,65 kJ mol−1), ambos consequências da extensa rede de ligações de hidrogênio entre suas moléculas. Essas duas propriedades incomuns permitem à água moderar o clima da Terra, amortizando flutuações grandes de temperatura.
A entalpia específica de fusão da água é 333,55 kJ kg−1 a 0 °C. Das substâncias comuns, só a da amônia é mais alta. Essa propriedade dá aos glaciares e aos gelos marinhos resistência ao derretimento. Antes do advento da refrigeração mecânica, era comum o uso de gelo para retardar a deterioração dos alimentos.

#### Densidade da água
| Temperatura (°C)                                            | Densidade (g/cm³) |
| ----------------------------------------------------------- | ----------------- |
| 100                                                         | 0,9584            |
| 80                                                          | 0,9718            |
| 60                                                          | 0,9832            |
| 40                                                          | 0,9922            |
| 30                                                          | 0,9956502         |
| 25                                                          | 0,9970479         |
| 22                                                          | 0,9977735         |
| 20                                                          | 0,9982071         |
| 15                                                          | 0,9991026         |
| 10                                                          | 0,9997026         |
| 4                                                           | 0,9999720         |
| 0                                                           | 0,9998395         |
| −10                                                         | 0,998117          |
| −20                                                         | 0,993547          |
| −30                                                         | 0,983854          |
| Os valores abaixo de 0 °C referem- -se à água superfundida. |                   |

A forma sólida da maioria das substâncias é mais densa que a fase líquida; assim, um bloco de uma substância sólida pura afunda num recipiente cheio da mesma substância líquida pura. Mas, ao contrário, um bloco de gelo comum flutua num recipiente com água, porque a água sólida é menos densa que a água líquida. Essa é uma característica extremamente importante da água. À temperatura ambiente, a água líquida fica mais densa à medida que diminui a temperatura, da mesma forma que as outras substâncias. Mas a 4 °C (3,98 °C, mais precisamente), logo antes de congelar, a água atinge sua densidade máxima e, ao aproximar-se mais do ponto de fusão, a água, sob condições normais de pressão, expande-se e torna-se menos densa. Isso se deve à estrutura cristalina do gelo, conhecido como gelo Ih hexagonal. A água, o chumbo, o urânio, o neônio e o silício são alguns dos poucos materiais que se expandem ao se solidificar; a maioria dos demais elementos se contrai. Deve-se notar, porém, que nem todas as formas de gelo são menos densas que a água líquida pura. Por exemplo, o gelo amorfo de alta densidade é mais denso que a água pura na fase líquida. Assim, a razão pela qual a forma comum do gelo é menos densa que a água é um pouco não-intuitiva e depende muito das propriedades incomuns inerentes às ligações de hidrogênio.
Geralmente, a água se expande ao congelar devido à sua estrutura molecular aliada à elasticidade incomum das ligações de hidrogênio e à conformação cristalina particular de baixa energia que ela assume em condições normais de pressão. Isto é, ao resfriar-se, a água tenta organizar-se numa configuração de rede cristalina que alonga as componentes rotacionais e vibracionais das ligações, de forma que cada molécula de água é afastada das vizinhas. Isso efetivamente reduz a densidade da água quando se forma gelo sob condições normais de pressão.
A água compartilha o estado líquido mais denso com apenas alguns outros materiais, como o gálio, o germânio, o bismuto e o antimônio.
A água desempenha ainda um papel importante no ecossistema da Terra. Por exemplo, se a água fosse mais densa quando congelada, os lagos e os oceanos nas regiões polares terminariam por ficar inteiramente sólidos (da superfície ao fundo). Isso aconteceria porque o gelo desceria para o leito dos lagos e rios, e o fenômeno de aquecimento necessário (veja abaixo) não aconteceria no verão, pois a camada de superfície mais quente seria menos densa que a camada congelada abaixo.
De qualquer forma, a expansão incomum da água em resfriamento (em condições naturais em sistemas biológicos relevantes) entre 0 e 4 °C, devido às ligações de hidrogênio, dá uma vantagem importante à vida aquática no inverno. A água resfriada na superfície aumenta de densidade e desce, formando correntes de convecção que resfriam toda a massa de água, mas quando a temperatura da água chega a 4 °C, a água na superfície diminui de densidade à medida que se resfria e forma uma camada superficial, que congela. Como a descida por convecção da água mais fria é impedida pela mudança de densidade, qualquer grande massa de água tem sua região mais fria próximo à superfície, longe do leito.
A água congela a 0 °C (32 °F, 273 K), mas pode ser superfundida em estado fluido até sua nucleação cristalina homogênea a quase 231 K (−42 °C).
A água se expande significativamente à medida que a temperatura sobe, a partir de 4 °C. Sua densidade é 4% menor que a máxima quando a temperatura está próxima do ponto de ebulição.

#### Densidade da água salgada e do gelo
A densidade da água depende tanto da quantidade de sal dissolvido quanto da temperatura. A massa de sal dos oceanos abaixa o ponto de fusão em cerca de 2 °C e abaixa a temperatura da densidade máxima para a do ponto de fusão. É por essa razão que, na água do mar, a descida por convecção da água fria não é impedida pela expansão da água à medida que ela esfria e se aproxima do ponto de fusão. A água do oceano próxima dessa temperatura continua a descer. Por isso, qualquer criatura que tente sobreviver no fundo dessas águas geladas, como as do Oceano Ártico, geralmente vive a 4 °C menos que a temperatura no fundo de lagos e rios de água doce congelados no inverno.
À medida que a superfície da água salgada começa a congelar (a −1,9 °C à salinidade normal da água do mar, 3,5%), o gelo que se forma é essencialmente sem sal, com uma densidade próxima à do gelo de água doce. Esse gelo flutua na superfície e o sal que fica “de fora” aumenta a salinidade e a densidade da água logo abaixo. Essa água salgada mais densa desce por convecção e a água do mar que fica em seu lugar é sujeita ao mesmo processo. Isso produz gelo essencialmente de água doce a −1,9 °C na superfície. A densidade aumentada da água abaixo do gelo em formação faz com que ela afunde.

#### Miscibilidade e condensação
A água é miscível com muitos líquidos — como, por exemplo, o etanol — em todas as proporções, formando um único líquido homogêneo. Por outro lado, a água e a maioria dos óleos são imiscíveis, geralmente formando camadas de densidades diferentes.
Como gás, o vapor d'água é completamente miscível com o ar. Por outro lado, a pressão máxima de vapor termodinamicamente estável com a líquida (ou sólida) numa dada temperatura é relativamente baixa se comparada com a pressão atmosférica total. Por exemplo, se a pressão parcial de vapor for 2% da pressão atmosférica e o ar for resfriado a partir de 25 °C, aos cerca de 22 °C a água começa a condensar-se, definindo o ponto de orvalho, formando neblina ou orvalho. O processo inverso faz com que a neblina “desapareça” pela manhã. Se a umidade aumenta à temperatura ambiente (por exemplo, devido a um chuveiro quente), e a temperatura se mantém a mesma, a água gasosa logo chega à pressão de mudança de fase, e se condensa como vapor. Um gás nesse contexto é dito saturado ou a 100% de umidade relativa, quando a pressão de vapor d'água no ar está em equilíbrio com a pressão de vapor devido à água (líquida); a água (ou o gelo, se frio o bastante) não perde massa por evaporação quando exposta a ar saturado. Como a quantidade de vapor d'água no ar (a umidade relativa) é pequena, é muito mais útil a razão entre a pressão parcial de vapor devido ao vapor d'água e a pressão parcial do vapor saturado. A pressão de vapor d'água acima de 100% de umidade relativa é chamada de supersaturada e pode ocorrer quando o ar é resfriado rapidamente — por exemplo, quando é elevado repentinamente numa corrente ascendente.

#### Pressões de vapor da água
| Temperatura (°C) | Pressão (torr) |
| ---------------- | -------------- |
| 0                | 4,58           |
| 5                | 6,54           |
| 10               | 9,21           |
| 12               | 10,52          |
| 14               | 11,99          |
| 16               | 13,63          |
| 17               | 14,53          |
| 18               | 15,48          |
| 19               | 16,48          |
| 20               | 17,54          |
| 21               | 18,65          |
| 22               | 19,83          |
| 23               | 21,07          |
| 24               | 22,38          |
| 25               | 23,76          |

#### Compressibilidade
A compressibilidade da água é uma função da pressão e da temperatura. A 0 °C, no limite de pressão zero, a compressibilidade é de 5 × 10−5 bar−1. No limite de pressão zero a compressibilidade atinge um mínimo de 4,4 × 10−5 bar−1 por volta de 45 °C antes de aumentar novamente com o aumento da temperatura. À medida que a pressão aumenta, a compressibilidade diminui, sendo de 3,9 × 10−5 bar−1 a 0 °C e 1000 bar. O módulo de compressibilidade da água é 2,2×109 Pa.
A baixa compressibilidade dos materiais não-gasosos, e a da água em particular, faz com que sejam frequentemente tidos por incomprimíveis. A baixa compressibilidade da água significa que, nos oceanos profundos, a 4000 metros de profundidade, onde as pressões são acima de 4×107 Pa, há uma redução de apenas 1,8% no volume.

#### Ponto triplo
| Fases em equilíbrio estável           | Pressão   | Temperatura        |
| ------------------------------------- | --------- | ------------------ |
| Água líquida, gelo Ih, e vapor d'água | 611,73 Pa | 273,16 K (0,01 °C) |
| Água líquida, gelo Ih, e gelo III     | 209,9 MPa | 251 K (-22 °C)     |
| Água líquida, gelo III, e gelo V      | 350,1 MPa | 256,15 K(-17,0 °C) |
| Água líquida, gelo V, e gelo VI       | 632,4 MPa | 273,31 K (0,16 °C) |
| Gelo Ih, gelo II, e gelo III          | 213 MPa   | 238,15 K (-35 °C)  |
| Gelo II, gelo III, e gelo V           | 344 MPa   | 249,15 K (-24 °C)  |
| Gelo II, gelo V, e gelo VI            | 626 MPa   | 203,15 K (-70 °C)  |

As condições de temperatura e pressão na qual a água sólida, líquida e gasosa coexistem em equilíbrio são chamadas o ponto triplo da água. Esse ponto é usado para definir as unidades de temperatura (o Kelvin, unidade padrão de termodinâmica do SI e, indiretamente, os graus Celsius e Fahrenheit). Como consequência, a temperatura de ponto triplo da água é um valor estabelecido ao invés de uma quantidade medida. O ponto triplo ocorre a uma temperatura de 273,16  K (0,01 °C), por convenção, e a uma pressão de 611,73 Pa. Essa pressão é baixa, cerca de 1/166 da pressão barométrica normal ao nível do mar, 101 325 Pa. A pressão atmosférica na superfície de Marte é notavelmente próxima à pressão do ponto triplo, e a elevação-zero ou “nível do mar” de Marte é definida pela altitude em que a pressão atmosférica corresponde à do ponto triplo da água.

Diagrama de fases da água: eixo y = Pressão em Pascal (10^{n}), eixo x = Temperatura em Kelvin, S = Sólido, L = Líquido, V = Vapor, CP = Ponto crítico, TP = Ponto triplo da água

Apesar de ser comummente chamado de “o ponto triplo da água”, a combinação estável de água líquida, gelo Ih e vapor d'água é apenas um dos vários pontos triplos do diagrama de fases da água. Gustav Heinrich Johann Apollon Tammann, em Göttingen, obteve dados a respeito de vários outros pontos triplos na década de 1960.

#### O efeito Mpemba
O efeito Mpemba é o surpreendente fenômeno de que a água quente pode, sob certas condições, congelar antes da água fria, mesmo sem precisar passar pela temperatura mais baixa para chegar ao congelamento. Entretanto, isso pode ser explicado por evaporação, convecção, sobrefusão e pelo efeito isolante da geada.

#### Gelo quente
Gelo quente é o nome dado a outro fenômeno surpreendente no qual a água à temperatura ambiente pode ser transformada em gelo que permanece à temperatura ambiente pela aplicação de um campo elétrico da ordem de 106 V/m.
O efeito de tais campos elétricos foi sugerido como explicação para a formação de nuvens. Para que se forme gelo de nuvem ao redor de uma partícula de argila, é necessária uma temperatura de −10 °C, mas o resfriamento subsequente requer uma temperatura de apenas −5 °C, o que sugere alguma forma de alteração estrutural.

### Tensão superficial
As gotas de água são estáveis devido à alta tensão superficial da água, 72,8 mN/m, a mais alta dos líquidos não-metálicos. Isso pode ser visto quando se coloca pequenas quantidades de água numa superfície como o vidro: a água se mantém unida sob a forma de gotas. Essa propriedade é importante para a vida. Por exemplo, quando a água é transportada por um xilema em caules de plantas, as fortes atrações intermoleculares mantêm a coluna de água unida. Forças coesivas poderosas mantêm unida a coluna de água, e as propriedades fortemente adesivas da água a mantêm presa ao xilema, e impedem o rompimento da tensão causado pela corrente de transpiração. Outros líquidos de tensão superficial menor teriam uma maior tendência a “quebrar”, formando bolsas de vácuo ou de ar que fariam parar de funcionar o transporte de água pelo xilema.

### Propriedades elétricas
A água pura e sem íons é um excelente isolante elétrico, mas nem mesmo a água “deionizada” é completamente sem íons. A água sofre auto-ionização a qualquer temperatura acima do zero absoluto. Além disso, por ser um solvente de grande eficiência, quase sempre apresenta algum soluto dissolvido, mais frequentemente um sal. Se a água contiver mesmo uma pequena quantidade de tal tipo de impureza, poderá conduzir eletricidade, pois as impurezas como o sal se separam em íons livres numa solução aquosa pela qual uma corrente elétrica pode fluir.
A água pode ser separada em seus elementos constituintes, hidrogênio e oxigênio, fazendo-se passar uma corrente elétrica por ela. Esse processo se chama eletrólise. Neste processo, as moléculas de água se dissociam naturalmente em íons H+ e OH−, que são induzidos em direção aos eletrodos denominados cátodo e ânodo. No cátodo, dois íons H+ ganham elétrons e formam gás H2. No ânodo, quatro íons OH− se combinam e liberam gás O2, moléculas de água, e quatro elétrons. Os gases produzidos borbulham até a superfície, onde podem ser coletados.
Sabe-se que a resistividade elétrica máxima teórica da água é de aproximadamente 182 kΩ·m²/m (ou 18,2 MΩ·cm²/cm) a 25 °C. Esse valor é compatível com o que tipicamente se vê na osmose inversa e em sistemas de água ultrapura ultrafiltrada e deionizada usados, por exemplo, em fábricas de semicondutores. Um nível de contaminante salino ou ácido que exceda 100 partes por trilhão em volume (ppt v:v) em água ultrapura começa a baixar perceptivelmente seu nível de resistividade em até vários kΩ·m²/m (uma variação de várias centenas de nS/m de condutância).

#### Condutividade elétrica
A água pura apresenta baixa condutividade elétrica, mas essa propriedade aumenta significativamente com a adição de uma pequena quantidade de um eletrólito, como o cloreto de hidrogênio. Assim, o risco de choque elétrico é muito maior em água com impurezas não encontradas na água pura. (Convém notar, porém, que o risco de choque elétrico diminui quando a concentração de impurezas é tal que torna a água um melhor condutor que o corpo humano. Por exemplo, o risco de choque elétrico na água do mar é maior que em água doce, porque a água do mar tem uma concentração muito maior de impurezas, particularmente o sal comum, e a corrente principal flui pelo melhor condutor. Isso não é sempre garantido, contudo, e subsiste um risco substancial na água salgada.) Todas as propriedades elétricas observáveis na água provêm dos íons de sais minerais e de dióxido de carbono misturados nela. De fato, a água se auto-ioniza, processo em que duas moléculas de água se tornam um ânion hidróxido e um cátion hidrônio, mas não o bastante para carregar corrente elétrica suficiente para exercer qualquer trabalho ou dano na maioria dos casos. Em água pura, um equipamento sensível pode detectar uma ligeira condutividade elétrica de 0,055 μS/cm a 25 °C. A água também pode, por meio de uma eletrólise, separar-se nos gases hidrogênio e oxigênio, mas, na ausência de íons dissolvidos, esse é um processo muito lento, porque apenas uma corrente muito pequena pode ser conduzida. Enquanto os elétrons são os principais portadores de carga na água (e nos metais), no gelo (e em alguns outros eletrólitos) os prótons são os principais portadores (veja condutor de prótons).

### A natureza bipolar da água

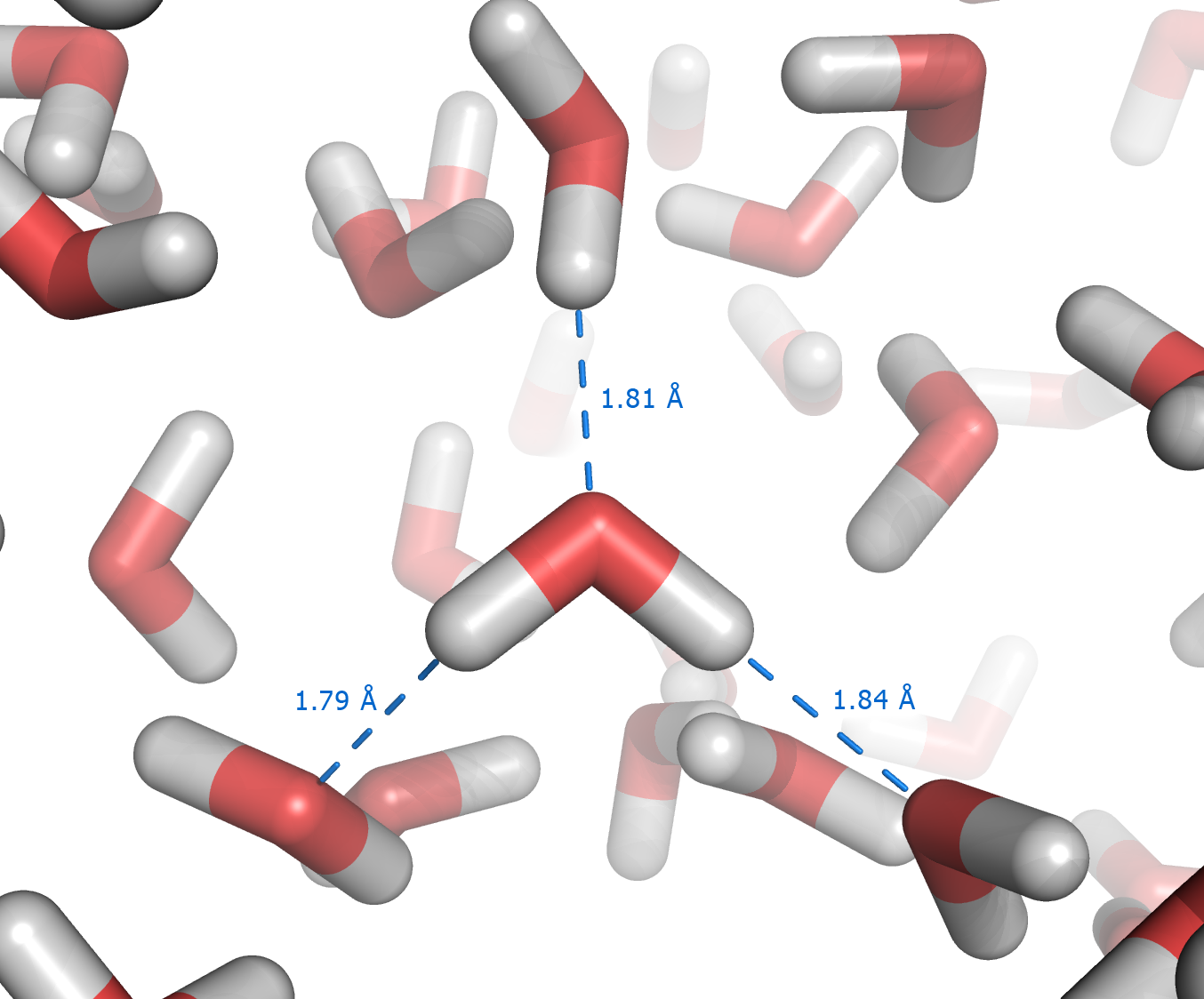
Modelo de ligação de hidrogênio entre moléculas de água.

Uma propriedade importante da água é a sua natureza polar. A molécula de água tem uma forma angular, com os átomos de hidrogênio nas extremidades e o de oxigênio no vértice. Como um átomo de oxigênio tem uma eletronegatividade maior que a do hidrogênio, o lado da molécula com o átomo de oxigênio tem uma carga parcial negativa. Uma molécula com esse tipo der diferença de cargas é chamada de dipolo. A diferença entre as cargas faz com que as moléculas de água sejam atraídas umas pelas outras (as áreas relativamente positivas sendo atraídas pelas áreas relativamente negativas) e por outras moléculas polares. Essa atração é conhecida como ligação de hidrogênio, e explica muitas das propriedades da água. Outras moléculas também apresentam diferenças de eletronegatividade entre seus átomos, mas, no caso do dióxido de carbono, a forma da molécula, por ser simétrica, faz com que as cargas opostas se cancelem. Essa característica da água pode ser vista ao se aproximar uma fonte de eletricidade de um filete de água: ele se curva em direção à fonte de eletricidade.
Apesar das ligações de hidrogênio serem atrações relativamente fracas se comparadas às ligações covalentes da molécula de água, elas são responsáveis por várias das propriedades físicas da água. Duas dessas propriedades são os pontos de fusão e de ebulição relativamente altos da água; mais calor é necessário para quebrar as ligações de hidrogênio entre as moléculas. Um composto similar de hidrogênio, o sulfeto de hidrogênio (H2S), que tem ligações de hidrogênio muito mais fracas, é um gás à temperatura ambiente, mesmo tendo duas vezes a massa molecular da água. As ligações mais fortes entre as moléculas de água também são responsáveis pelo seu grande calor específico, o que faz dela um bom meio de armazenamento de calor.
As ligações de hidrogênio também são a causa do comportamento incomum da água em congelamento. Quando a água resfriada até próximo do ponto de fusão, a presença das ligações leva as moléculas, que se reorganizam à medida que perdem energia, a formarem a estrutura cristalina hexagonal do gelo, que tem uma densidade menor: por isso o gelo flutua na água. Em outras palavras, a água se expande ao congelar, ao passo que quase todos os outros materiais se contraem na solidificação.
Uma consequência interessante da forma sólida ser menos densa que a líquida é que o gelo derrete se submetido a pressão suficiente. À medida que a pressão aumenta, baixa o ponto de fusão e, logo que o ponto de fusão se torna menor que a temperatura ambiente, o gelo começa a derreter. Mas é necessária uma pressão significativa para baixar o ponto de fusão.
Polaridade eletronegativa
A água apresenta uma carga parcial negativa (σ−) próximo ao átomo de oxigênio, graças aos pares de elétrons não compartilhados, e cargas parciais positivas (σ+) próximo aos átomos de hidrogênio. Na água, isso acontece porque o átomo de oxigênio é mais eletronegativo que os de hidrogênio — isto é, ele exerce uma força eletrostática maior sobre os elétrons da molécula, atraindo-os (assim como suas cargas negativas) e fazendo com que a área em torno do átomo de oxigênio seja mais negativa que as áreas em torno de cada um dos átomos de hidrogênio.

#### Adesão

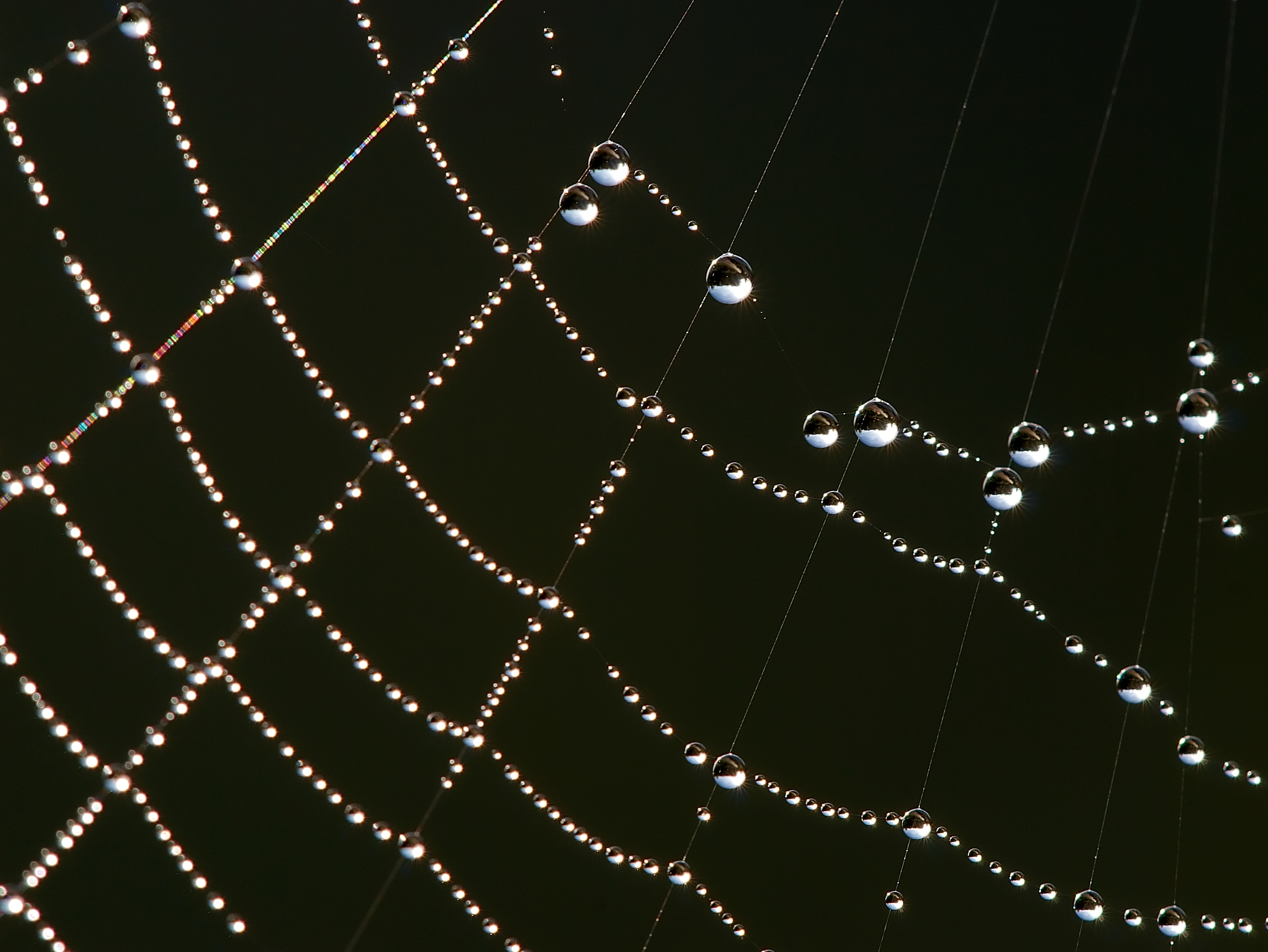
Gotas de orvalho aderidas a uma teia de aranha.

A água adere a si mesma (por coesão) por ser polar. Pelo mesmo motivo, também apresenta fortes propriedades de adesão. Numa superfície de vidro muito limpa, a água ali depositada pode formar uma fina camada, porque as forças moleculares entre o vidro e a água (forças adesivas) são mais fortes que as coesivas. Nas células e em suas organelas, a água está em contato com superfícies hidrofílicas, que apresentam forte atração pela água. Irving Langmuir observou uma grande força repulsiva entre superfícies hidrofílicas. Desidratar superfícies hidrofílicas, isto é, remover as camadas de água fortemente aderidas a elas requer esforço significativo contra as forças de hidratação. Essas forças são grandes, mas diminuem rapidamente a uma distância de um nanômetro ou menos. A importância dessas forças para a biologia foi exensivamente estudada por V. Adrian Parsegian, do Instituto Nacional de Saúde dos Estados Unidos (NIH).

#### Tensão superficial

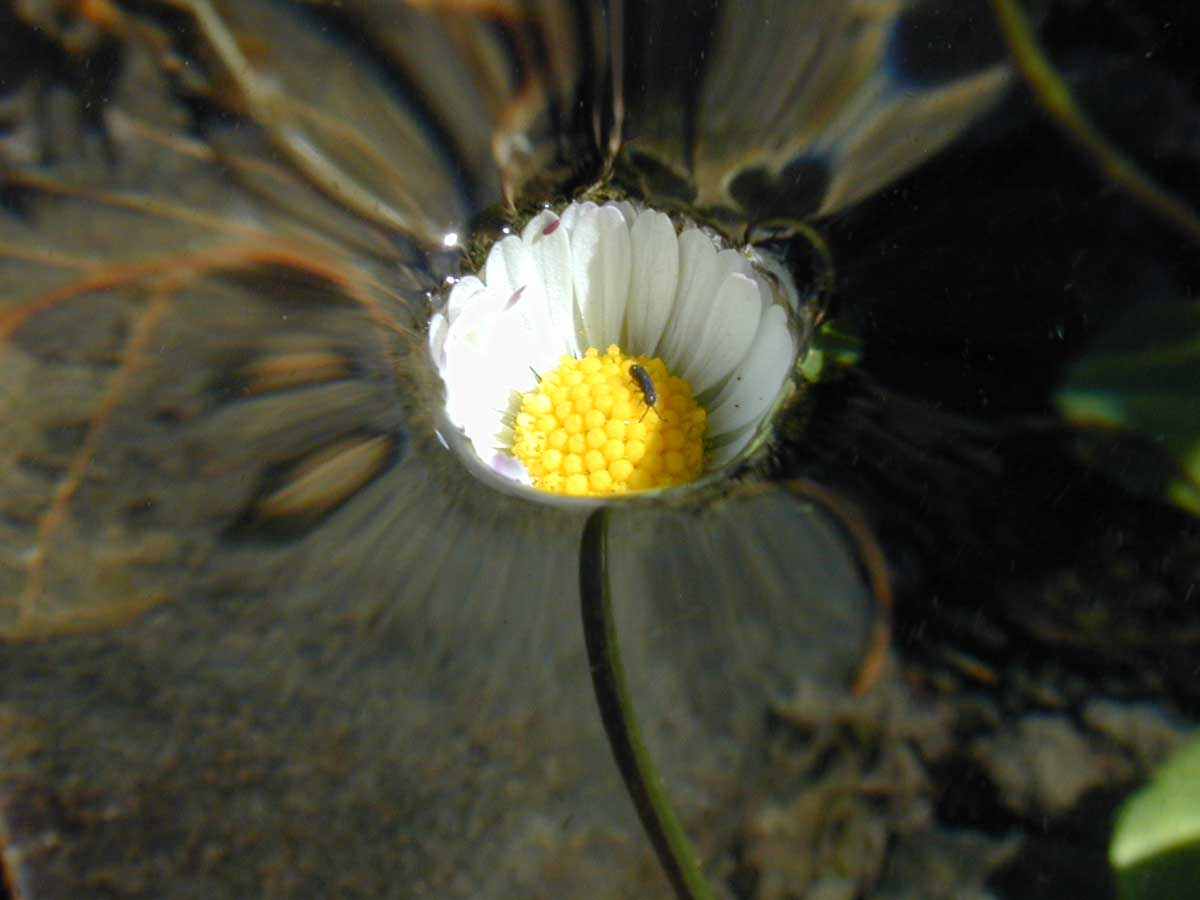
Esta margarida está abaixo do nível da água, que forma uma superfície curva acima dela. É a tensão superficial que impede que a água submerja a flor.

A água tem uma alta tensão superficial, causada pela forte coesão entre as moléculas. Isso é perceptível quando se deposita uma pequena quantidade de água sobre uma superfície não-solúvel como a do polietileno; a água se mantém reunida em gotas. Também significativamente, o ar preso em perturbações na superfície forma bolhas, que podem durar o bastante para transferir moléculas de gás para a água.
Outro efeito da tensão superficial são as ondas capilares, que são as ondulações que se formam ao redor do impacto de gotas na superfície da água, e às vezes ocorrem quando sobem correntes fortes de água sob a superfície. A aparente elasticidade  causada pela tensão superficial é o que move as ondas.

#### Capilaridade
A capilaridade se refere ao processo de a água subir por um tubo estreito, contra a força da gravidade. O fenômeno acontece porque a água adere às paredes do tubo e a tensão superficial tende a nivelar a superfície, elevando-a e, por coesão, mais água entra na parte de baixo do tubo. O processo continua até que haja no tubo água suficiente para que a força da gravidade contrabalance a força de adesão.

### A água como solvente

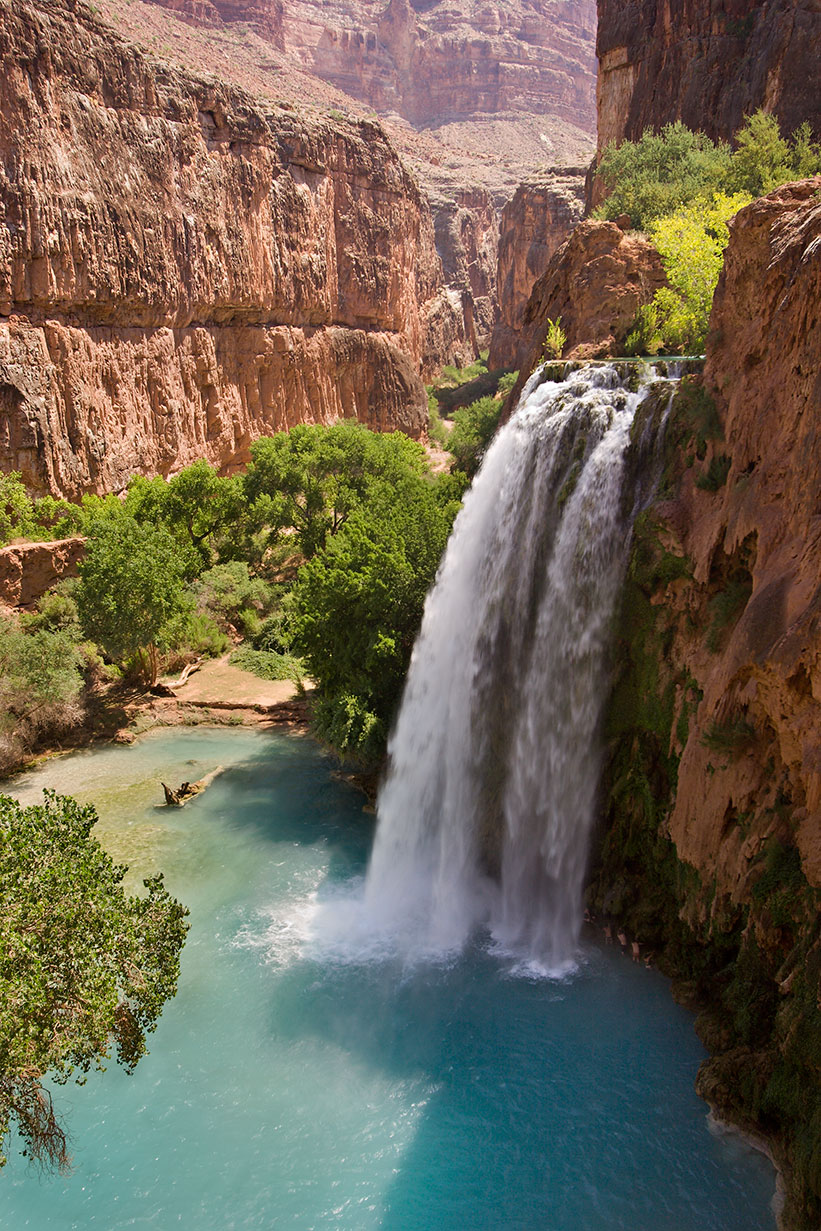
Altas concentrações de cal dissolvido dão cor de turquesa às águas das Cataratas de Havasu.

Também devido à sua polaridade, a água é um bom solvente. Substâncias que se misturam bem e se dissolvem na água (por exemplo, os sais) são conhecidas como substâncias hidrofílicas, ao passo que as que não se misturam bem em água (por exemplo, gorduras e óleos) são chamadas hidrofóbicas. A capacidade de uma substância se dissolver em água depende de ela poder ou não igualar ou superar as grandes forças atrativas que as moléculas de água exercem umas sobre as outras. Se uma substância tiver propriedades que a impeçam de superar essas grandes forças intermoleculares, suas moléculas são “expulsas” da água, e não se dissolvem. Ao contrário do que normalmente se acredita, a água e as substâncias hidrofóbicas não se “repelem”, e a hidratação de uma superfície hidrofóbica é favorável energeticamente, mas não entropicamente.
Quando um composto iônico ou polar entra em contato com a água, é rodeado por moléculas de água (hidratação). O tamanho relativamente pequeno das moléculas de água tipicamente permite que muitas delas rodeiem uma única molécula de soluto. As extremidades parcialmente negativas do dipolo da água são atraídas pelos componentes positivamente carregados do soluto, e vice-versa com as extremidades positivas.
Em geral, substâncias iônicas e polares como ácidos, álcoois e sais são relativamente solúveis em água, e substâncias apolares como gorduras e óleos, não. Moléculas apolares permanecem juntas na água porque é energeticamente mais favorável para as moléculas de água ligar-se umas às outras por ligações de hidrogênio que se envolverem em interações de van der Waals com as moléculas apolares.
Um exemplo de soluto iônico é o sal de cozinha; o cloreto de sódio, NaCl, se separa em cátions Na+ e ânions Cl−, cada um rodeado por moléculas de água. Os íons são então facilmente separados de sua rede cristalina. Um exemplo de soluto não-iônico é o açúcar comum. Os dipolos da água criam ligações de hidrogênio com as regiões polares da molécula de açúcar (grupos OH) e lhe permitem ser misturada na solução.

### A natureza anfótera da água
Quimicamente, a água é anfótera — isto é, pode agir tanto como ácido quanto como base. Ocasionalmente, o termo ácido hidróxico é usado quando a água atua como ácido numa reação química. Em pH 7 (meio neutro), a concentração de íons hidróxido (OH−) é igual à dos íons hidrônio (H3O+) ou hidrogênio (H+). Se esse equilíbrio for perturbado, a solução pode se tornar ácida (maior concentração de íons hidrônio) ou básica (maior concentração de íons hidróxido).
De acordo com o sistema de Brønsted-Lowry, um ácido é definido como uma espécie química que perde um próton (um íon H+) numa reação, e uma base, como uma espécie que recebe um próton. Ao reagir com um ácido mais forte, a água atua como base; ao reagir com uma base mais forte, atua como ácido. Por exemplo, ela recebe um íon H+ do ácido clorídrico:
HCℓ + H₂O → H₃O⁺ + Cℓ⁻. Nesta, a água atua como base, recebendo um íon H+.
Na reação com a amônia, NH3, a água perde um íon H+, atuando, pois, como ácido: NH₃ + H₂O → NH₄⁺  + OH⁻

### Acidez na natureza
Em teoria, a água pura tem um pH de 7 a (25 °C (298 K). A água exposta ao ar por qualquer quantidade de tempo rapidamente dissolverá dióxido de carbono, formando uma solução de ácido carbônico, com um pH limite de 5,7 unidades, diminuindo portando o pH, deixando a água, portanto, mais ácida. Quando gotículas se formam nas nuvens e gotas caem na chuva, quantidades pequenas de CO2 são absorvidas e, portanto, a maior parte da chuva é levemente ácida. Se grandes quantidades de óxidos de nitrogênio e de enxofre estiverem presentes no ar, eles também se dissolverão nas nuvens e nas gotas de chuva, causando problemas mais sérios, conhecidos como chuva ácida.

### Ligações de hidrogênio na água
Uma molécula de água pode formar, no máximo, quatro ligações de hidrogênio porque pode receber dois hidrogênios e perder dois. Outras moléculas, como o fluoreto de hidrogênio, a amônia e o metanol, também formam ligações de hidrogênio, mas não apresentam os comportamentos anômalos de propriedades termodinâmicas, cinéticas ou estruturais que se observam na água. A resposta para a aparente diferença entre a água e os demais líquidos que formam ligações de hidrogênio é que, com a exceção da água, nenhuma das moléculas que formam ligações de hidrogênio pode formar quatro ligações por não poderem perder ou receber hidrogênios ou devido a efeitos estéricos em resíduos volumosos. Na água, uma ordem tetraédrica devida às quatro ligações de hidrogênio leva a uma estrutura aberta e a uma rede de ligações tridimensional, que contrasta com as estruturas mais unidas de líquidos simples. Há uma grande semelhança entre a água e a sílica em seu comportamento anômalo, apesar de a água ser um líquido que tem uma rede de ligações de hidrogênio e a sílica ter uma rede covalente com um ponto de fusão muito alto. Uma razão pela qual a água é apropriada para a vida é a de que suas propriedades únicas aparecem num regime de temperatura compatível com processos biológicos diversos, como a hidratação.
Acredita-se que as ligações de hidrogênio na água se devem em grande parte a forças eletrostáticas e alguma parcela de covalência. A natureza parcialmente covalente das ligações de hidrogênio, prevista por Linus Pauling na década de 1930, ainda não foi provada conclusivamente por experimentos e cálculos teóricos.

### Propriedades quânticas da água molecular
Apesar de a fórmula molecular da água ser geralmente considerada um resultado estável pela termodinâmica molecular, trabalhos recentes iniciados em 1995 mostraram que, em certas escalas, a água pode se comportar mais como H3/2O que como H2O no nível quântico. Esse resultado pode ter ramificações significativas no que tange às ligações de hidrogênio em sistemas biológicos, químicos e físicos. O experimento mostra que, quando se chocam com a água, nêutrons e elétrons se espalham de uma maneira que indica que são afetados numa razão de 1,5/1 do hidrogênio para o oxigênio, respectivamente. Entretanto, a escala de tempo dessa resposta só é observada na região dos attossegundos (10−18 s) e, assim, ela só é relevante em sistemas cinéticos e dinâmicos altamente resolvidos.

### Água pesada eisotopólogosda água

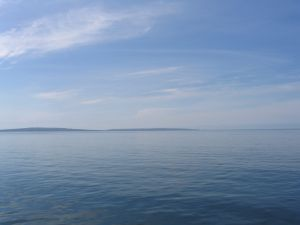
Grandes corpos de água mostram a cor intrínseca da água.

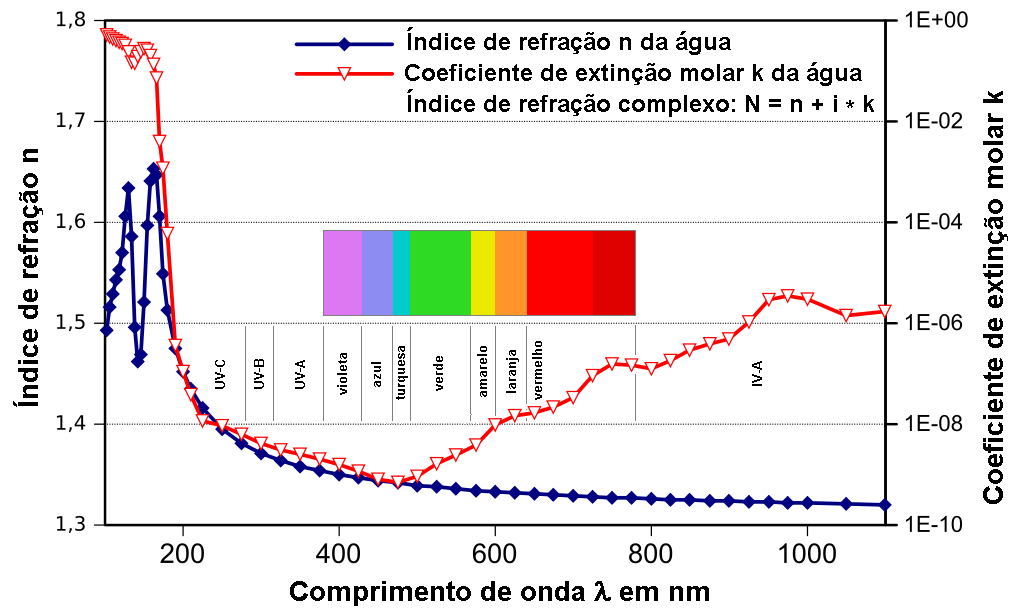
Refração e absorbtividade molar da luz da água.

O hidrogênio tem três isótopos. O mais comum, presente em mais de 95% do total de água, tem um próton e nenhum nêutron. Um segundo isótopo, o deutério (abreviado "D"), tem um próton e um nêutron. A água com deutério, D2O, também é conhecida como água pesada e é usada em reatores nucleares como moderador de nêutrons. O terceiro isótopo, o trítio (abreviado "T"), tem um próton e dois nêutrons e é radioativo, com uma meia-vida de 12,32 anos. A água com trítio, T2O, ocorre na natureza apenas em diminutas quantidades, sendo produzida primariamente em reações nucleares causadas por raios cósmicos na atmosfera. D2O é estável, mas difere da H2O por ser mais densa — daí o termo "água pesada" — e por outras tantas propriedades físicas ligeiramente diferentes da "água leve" comum, com 1H. D2O ocorre naturalmente na água comum em concentrações muito baixas. O consumo de D2O pura isolada pode afetar processos bioquímicos — a ingestão de grandes quantidades prejudica o funcionamento dos rins e do sistema nervoso central. Entretanto, deve-se consumir uma quantidade muito grande de água pesada para que surja algum nível de toxicidade, e quantidades menores podem ser consumidas sem nenhum efeito danoso.

### Cor
Embora pequenas quantidades de água pareçam transparentes a olho nu, a água é composto químico de coloração levemente azulada. Ao contrário da ideia popular, a água possui uma cor intrínseca que se deve ao espectro seletivo de absorção da luz.
O fato de água ser quase transparente à luz visível é fundamental para a fotossíntese no ambiente aquático.